# Guettardite
La guettardite,, est une rare espèce minérale de la classe des sulfosels, c'est-à-dire formée d'un métal (ici le plomb), d'un métalloïde (ici un groupe antimoine et arsenic) et du soufre. La guettardite de formule Pb(Sb,As)2S4 a été identifiée à Madoc, Ontario, Canada en 1967,. Ce minéral est étroitement associé à la twinnite, qui a la même composition chimique mais une structure cristalline différente. D'une dureté de 4 sur l'échelle de Mohs et d'une densité de 5.3, la guettardite est opaque, de couleur gris-métallique.  

## Historique de la description et appellations

### Inventeur et étymologie
La Commission géologique du Canada mena dans les années 1920 une campagne de prospection dans la région de Madoc, sous la direction de M. E. Wilson, pour identifier des minéraux à caractère économique. Une imprégnation du marbre par de la pyrite, de la sphalérite et de la jamesonite fut découverte et des échantillons prélevés. C'est dans ces échantillons qu'un sulfosel non identifié fut pour la première fois repéré.  
À partir de 1961, John L. Jambor (1936–2008), minéralogiste canadien, entreprit une recherche méthodique sur les sulfosels de Madoc. En 1967, il décrit la guettardite qu'il nomme d'après le minéralogiste français Jean-Étienne Guettard (1715-1786).

### Topotype
Madoc, Comté d'Hastings, Ontario, Canada.

## Cristallographie
- La guettardite et la twinnite sont des dimorphes. La guettardite cristallise dans le système cristallin monoclinique, groupe d'espace : P 21/a, tandis que la twinnite cristallise dans le système cristallin triclinique, groupe d'espace : P1.
- Paramètres de la maille : a = 20,17 Å, b = 7,94 Å, c = 8,72 Å, β = 101.12°; Z = 8; V = 1 372,58 Å3, densité calculée 5,39 g cm−3[4].

## Gîtes et gisements

### Gîtologie[8]
- Dans un gisement hydrothermal de basse température, dans des marbres (Madoc, Canada ; Seravezza, Italie).

### Minéraux associés[8]
- Madoc, Canada : pyrite, sphalérite, wurtzite, galène, stibnite, orpiment, réalgar, énargite, tétraédrite, zinkénite, jordanite, bournonite, sterryite, boulangérite, jamesonite, sartorite (de).
- Silverton, États-Unis : zinkénite, boulangérite, semseyite, jordanite, énargite.

## Gisements remarquables[8]
- Canada

Madoc, Comté d'Hastings, Ontario.
- France

La Chapelle-en-Valgaudémar, Hautes-Alpes.
- Italie

Carrière de marbre de Pitone, Tognetti, et Ceragiola à Seravezza, Toscane.
- Kirghizistan

Novoye, Khaydarkan (en), Vallée de Ferghana, Monts Alaï.
- États-Unis

Mine Brobdingnag, près de Silverton, comté de San Juan, Colorado.